# Bagor
Bagor o Bagore fou una pargana (petit districte) de l'antic principat de Mewar. La formaven 27 pobles. La capital era Bagor o Bagore a 108 km al nord-est d'Udaipur.
Antigament fou un jagir o thikana, però va passar al govern de l'estat i va esdevenir un dels districtes menors. La capital era Bagor a la riba esquerra del riu Kothari, afluent del Banas. La capital tenia 2355 habitants el 1901. Avui és un llogaret del districte de Bhilwara.
Al segle XIX Sardul Singh, fill de Sher Singh, no va poder succeir al seu pare per estar empresonat per intentar assassinar al seu oncle. La ssuccessió va passar al seu germà Samrath Singh; el germà d'aquest, Sohan Singh, el va succeir, i es va revoltar el 1875; derrotat, fou enviat exiliat a Benares i l'estat fou confiscat i esdevingué terra khalsa (terres del govern de Mewar). El seu germà Shakti Singh, que vivia encara el 1878, no va poder recuperar les terres.

## Llista demaharajs
- Nat Singh ?-1764, quart fill de Sangram Singh II de Mewar
- Bhim Singh 1764-?
- Shivdan Singh, pare de Sardar Singh i Swarup Singh de Mewar
- Sher Singh,
- Samrath Singh ?-1869.
- Sohan Singh 1869-1875